# Tatort: Schlafende Hunde
Schlafende Hunde ist ein Fernsehfilm aus der Fernseh-Kriminalreihe Tatort der ARD und des ORF.
Der Film wurde von Radio Bremen produziert und am 30. Mai 2010 zum ersten Mal gesendet. Es ist die 765. Folge der Tatort-Reihe, der 22. Fall für Kommissarin Inga Lürsen, alias Sabine Postel, und der 17. Fall für Nils Stedefreund, alias Oliver Mommsen.

## Handlung
In einer Wohnung wird Ruth Thalheim tot aufgefunden. Da das Opfer keine Spuren von äußerlicher Gewalt aufweist, geht man von einem natürlichen Tod aus. Kommissarin Lürsen aber vermutet einen getarnten Mord dahinter, da das Opfer sehr gesichert wohnte und der Hund verschwunden ist. Wenig später kann das Tier lebend gefunden werden und Lürsen entdeckt einen Schließfachschlüssel im Halsband des Hundes. Die Ermittlungen ergeben außerdem, dass das Opfer von 1972 bis 1980 im DDR-Gefängnis Bautzen war und zuvor für eine Import-Firma in Ost-Berlin gearbeitet hatte. Dort lernte sie den West-Kaufmann Hans Rodenburg kennen, der sich jetzt unter anderem für fairen Kaffeehandel einsetzt. Dieser hatte dem Opfer nach der Wende geholfen und die Frau mietfrei wohnen lassen. 
Lürsen kennt ihn aus ihrer Jugendzeit und konfrontiert ihn mit dem Tod des Opfers. Sichtlich geschockt streitet er ab, mit dem Tod der Frau etwas zu tun zu haben. Nebenbei bemerkt ihr Kollege Stedefreund, dass Schröder, der Chef einer Sicherheitsfirma, mit Rodenburg ein angespanntes Gespräch führt und folgt diesem zu einem Lagerhaus. Dort fotografiert er mit dem Handy eine Kiste mit RPG-Panzerfäusten, die gerade zu Bruch gegangen ist. Inzwischen konnte die Herkunft des Schlüssels ermittelt werden, der zu einem Schließfach in Berlin passt. Dort finden die Amtskollegen ein Dossier und ein Video über einen IM, der für die Stasi gearbeitet hatte. Das von Lürsen angeforderte Video kommt aber nie in Bremen an. Nur über einige Bilder aus einer gesendeten Akte ist es möglich, Hannah Berger, eine heutige Mitarbeiterin der Stasi-Akten-Behörde, zu ermitteln. Lürsen und ihr Kollege fahren nach Berlin, um den Verbleib des Videos und die Mitarbeiterin ausfindig zu machen. 
Durch Hannah Berger erfährt Lürsen, dass das Opfer die geheimen Waffengeschäfte der Stasi nicht decken wollte und dafür ins Gefängnis ging. Dort gebar sie ein Kind. Es stellt sich heraus, dass dieses Kind Anna ist, die als Fotografin für eine Organisation in Rodenburgs Firma arbeitet und dort gerade eine Liaison mit ihm angefangen hat. Rodenburg jedoch bemerkt nicht, dass Anna nur Mittel zum Zweck ist, damit Schröder ihn weiter in der Hand hat. Als Hans Rodenburg eine Kamera in seiner Wohnung entdeckt, versucht er, Anna auf seine Seite zu ziehen, indem er ihr klarmachen will, dass Schröders Hilfe nicht ihren Vorstellungen entspricht.
Zurück in Bremen findet Lürsen auf einem Kaufhausvideo, auf dem das Opfer zu sehen ist heraus, dass einige Minuten im Handlungsablauf fehlen. Bereits zuvor hat die Pathologie einen winzigen Einstich am Bein des Opfers entdeckt und man folgert daraus, dass Ruth Thalheim mit einem Stasi-Gift ermordet wurde, das nicht mehr nachweisbar ist. Der Verdacht erhärtet sich, als sich endlich das fehlende Videostück findet, auf dem der Giftanschlag genau zu sehen ist, und die Beamten finden sich in einem Intrigennetz ehemaliger Stasimitarbeiter wieder, die versuchen, Lürsen und ihren Kollegen gegeneinander auszuspielen. Schröder selbst war Offizier des MfS und hat nach der Wende einen Wachschutz und eine Detektei gegründet, um weiter seine Kontakte bedienen zu können.
Doch Rodenburg, der im guten Glauben für Waffentransporte an Unterdrückte ausgenutzt wurde, wehrt sich, indem er die Waffenlieferung an sich bringt und Schröder damit erpresst, sie der Polizei zu übergeben, wenn man ihn nicht in Ruhe lässt. Da Schröder uneinsichtig ist und ihm sagt, dass Anna seine Tochter ist, vergiftet Rodenburg ihn mit seinem eigenen Gift. Dabei wird er von Stedefreund überrascht, den er bewusstlos schlägt und flüchtet. Lürsen wurde indessen bei der Staatsanwaltschaft als IM gebrandmarkt und suspendiert. Überraschend meldet sich Hannah Berger bei ihr mit Dateien, die beweisen, dass Anna ein Kind des Opfers war und zwangsadoptiert wurde. Lürsen nimmt Anna in Gewahrsam und findet ihren Kollegen, als sie mit Polizeibeamten zusammen Schröders Firma durchsucht. In einer Geheimanlage unter einer Hütte können sie Schröders Observationzentrale mit Labor sowie den sterbenden Schröder selbst entdecken. Auf einem der Bildschirme entdecken sie Rodenburg, als dieser in einem Frachtlager mit Schröders Kompagnon verhandelt, um ins Ausland zu flüchten. 
Als Lürsen und ihre Kollegen im Frachtlager ankommen, versucht Rodenburg mit der Waffenlieferung zu entkommen, gerät aber in eine Container-Sackgasse und ergibt sich. Sein Versuch, seine Stasi-Akte zu verbrennen, die beweist, dass er ein Mitarbeiter der Stasi im Westen war, scheitert.
Im Polizeirevier zeigt Lürsen Rodenburg, dass auch Anna vor Ort ist, die angeblich des Mordes an Schröder beschuldigt wird. Um seine Tochter zu schützen, gesteht Rodenburg den Mord an Schröder. Nach Zureden Lürsens hat es den Anschein, dass er Anna die Vaterschaft gesteht. Abschließend sieht man zwei Personen bei Lürsen und Stedefreund erscheinen, die bekannt geben, dass ab sofort der BND übernimmt, da Rodenburgs Aussagen Interessen der Bundesrepublik tangieren könnten.